# Primera División de Venezuela 1987-88
La Temporada 1987-88 de Primera División fue la Trigésima segunda edición de la máxima categoría del Fútbol Profesional Venezolano.

## Historia
Fue jugada por 14 equipos:
- 2 Equipos de colonias: Sport Marítimo y Deportivo Italia.
- 12 Equipos locales: Unión Atlético Táchira, Portuguesa FC, Caracas FC, Atlético Zamora, Universidad Los Andes, Estudiantes de Mérida, Universidad Central, Unión Deportivo Lara, Atlético Anzoategui, Peninsulares de Araya, Pepeganda Margarita y Mineros de Guayana.

El torneo se dividió en dos (2) etapas. La Primera Ronda fue de dos (2) grupos de siete (7) equipos en cada grupo, los cuatro (4) primeros clasificaron a la Fase Final. Consiguientemente los primeros ocho (8) equipos fueron en la Ronda Final a una única ronda de un "Octagonal".
El campeón fue el Club Sport Marítimo de Venezuela (un equipo de colonia sucedido al Deportivo Portugués), y el Deportivo Táchira Fútbol Club llegó de segundo.  Este torneo fue uno de los últimos en el que los llamados equipos de colonia participaron con importancia, llegando a conquistarlo.
Marítimo inició en el anterior campeonato 1986/1987 un ciclo vencedor que llevó a su antigua sede en Los Chorros de Caracas cuatro copas de Campeón Nacional (87-88-90 y 93) y fue en cinco ocasiones a la Copa Libertadores.
El mejor goleador fue el argentino Miguel D. Gonzalez (Deportivo Táchira), con 22 goles.
Retrocedió a la Segunda División el Universidad Central FC.
Club Sport Marítimo de Venezuela

Campeón

## Tabla Octagonal final
| Pos | Equipo                           | J  | G  | E | P | GF | GC | Ptos |
| --- | -------------------------------- | -- | -- | - | - | -- | -- | ---- |
| 1   | Club Sport Marítimo de Venezuela | 14 | 12 | 1 | 1 | 20 | 4  | 25   |
| 2   | Unión Atlético Táchira           | 14 | 9  | 2 | 3 | 26 | 12 | 20   |
| 3   | Caracas FC                       | 14 | 8  | 1 | 5 | 17 | 13 | 17   |
| 4   | Atlético Zamora                  | 14 | 5  | 4 | 5 | 15 | 15 | 14   |
| 5   | Unión Deportivo Lara             | 14 | 5  | 1 | 8 | 14 | 19 | 11   |
| 6   | Pepeganga Margarita              | 14 | 3  | 3 | 8 | 13 | 19 | 9    |
| 7   | Portuguesa FC                    | 14 | 2  | 4 | 8 | 11 | 20 | 8    |
| 8   | Mineros de Guayana               | 14 | 3  | 2 | 9 | 14 | 28 | 8    |